# Julio César Moreno Rivera
Julio César Moreno Rivera (Ciudad de México, 2 de febrero de 1971) es un abogado y político mexicano, miembro de Morena. Del 1 de octubre de 2018 al 30 de marzo de 2021 fue alcalde de Venustiano Carranza. Fue diputado federal de 2012 a 2015, donde además ocupó el cargo de presidente de la Cámara de Diputados desde el 18 de marzo de 2015 hasta el 31 de agosto del mismo año. Con anterioridad ya había sido jefe delegacional de Venustiano Carranza entre 2006 y 2009, así como en dos ocasiones diputado a la Asamblea Legislativa del Distrito Federal. En 2021 renunció al Partido de la Revolución Democrática.

## Carrera política
Julio César Moreno es licenciado en Derecho egresado de la Universidad Nacional Autónoma de México; de 1999 a 2002 fue presidente del comité delegacional del PRD en Venustiano Carranza y en 2002 Secretario de Cultura del Comité ejecutivo del PRD en el Distrito Federal.
En 2003 fue elegido por primera ocasión diputado a la Asamblea Legislativa del Distrito Federal en representación del Distrito XII, y en 2006 fue elegido Jefe Delegacional de Venustiano Carranza, cargo del que se separó en 2009 para ser postulado por segunda ocasión candidato a diputado local, siendo electo esta vez por el Distrito XI para el periodo de 2009 a 2012.
En 2012 llegó a la Cámara de diputados por la vía plurinominal a la LXII Legislatura de la Cámara de Diputados, en la que fue nombrado Presidente de la Comisión de Puntos Constitucionales, así como integrante de las de Gobernación y de Justicia.
El 18 de marzo de 2015 fue elegido presidente de la Mesa Directiva de la Cámara, para concluir dicha legislatura al 31 de agosto del mismo año. Posteriormente fue elegido alcalde de la alcaldía Venustiano Carranza, durante las elecciones federales de 2018 por el PRD. El 24 de enero de 2021, renunció al Partido de la Revolución Democrática tras 25 años de militancia.